# Nech je být
„Nech je být“ je šestý singl brněnské rockové skupiny Progres 2. Byl vydán v roce 1983 (viz 1983 v hudbě) a jedná se o první nahrávku v novém obsazení se zpěvákem Alešem Bajgerem a kytaristou Peterem Peterajem.
Jedná se o samostatný singl, který nepochází z žádného alba. Na první straně se nachází píseň „Nech je být (Pokrytci)“, zajímavostí zde je text bubeníka Zdeňka Kluky, neboť Progres 2 se od začátků spoléhali na externí textaře. B stranu singlu zabírá skladba „Normální závist“, jejíž text pochází z pera Vladimíra Čorta ve spolupráci se Zdeňkem Klukou.
Obě písně byly nahrány v roce 1983 v bratislavském studiu Koliba.
Skladba „Nech je být (Pokrytci)“ vyšla i na sampleru Gong 11 (Panton, 1984). Obě písně vyšly na obou CD vydáních alba Mozek: poprvé jako součást kompilace Mozek/Změna (2000), podruhé na samostatné remasterované reedici Mozku (2009).

## Seznam skladeb
1. „Nech je být (Pokrytci)“ (Pelc/Kluka) – 4:45
2. „Normální závist“ (Kluka/Čort, Kluka) – 4:03

## Obsazení
- Progres 2
  - Aleš Bajger – elektrická kytara, klávesy, vokály
  - Peter Peteraj – elektrická kytara
  - Pavel Pelc – baskytara, klávesy, vokály
  - Zdeněk Kluka – bicí